# 啓綏
啓綏（1859年—？），字少廣，号仲履，棟鄂氏，滿洲正白旗人，清朝政治人物、進士出身。
光緒十六年（1890年），参加光緒庚寅科殿試，登進士二甲66名。同年五月，改翰林院庶吉士。光緒十八年五月，散館，授翰林院編修。

## 家庭
- 父福寬。母张氏（祖父内务府正黄旗汉军仁齡，祖伯父乾隆三十七年（1772年）壬辰科进士百齡）。
- 胞姊棟鄂氏，嫁内务府正黄旗汉军董氏嵩祺（父福恩，祖父廣順，曾祖总管内务府大臣文豐）。
- 胞姊棟鄂氏，嫁鎮國公桂池（先祖敬謹親王蘭布）。